# Corriere del Mezzogiorno
Le Corriere del Mezzogiorno est un quotidien italien basé à Naples.

## Histoire
Il appartient au groupe RCS MediaGroup et regroupe sous ce titre les cinq plus anciennes éditions locales du Corriere della Sera. Il est publié par Editoriale del Mezzogiorno.